# Chlorogomphus miyashitai
Chlorogomphus miyashitai – gatunek ważki z rodziny Chlorogomphidae.